# 로쿠고촌 (시즈오카현 시다군)
로쿠고촌(일본어: 六合村)은 일본 시즈오카현 서부, 시다군에 속했던 촌이다. 1955년 1월 1일, 인접한 시마다시에 편입되었다.

## 역사
- 1889년 4월 1일 - 정촌제 시행에 의해 시다군 로쿠고촌이 성립하였다.
- 1955년 1월 1일 - 이쿠미촌의 일부, 오쓰촌, 오나가촌과 함께 후쿠로이시에 편입해, 동일 로쿠고촌은 폐지되었다.

## 교통

### 철도
- 일본국유철도
  - 도카이도 본선

촌 시절에는 통과만 가능했고, 1986년에 로쿠고역이 개설되었다.

### 도로
- - 국도 제1호선